# 345 Park Avenue
345 Park Avenue es un  rascacielos en el barrio Midtown Manhattan de la ciudad de Nueva York. Mide 193 m de altura, tiene 44 pisos y ocupa una manzana entera delimitada por Park Avenue, Lexington Avenue y las calles 51 y 52.
Fue terminado en 1969 y diseñado por Emery Roth & Sons. Está cerca del Racquet and Tennis Club y Park Avenue Plaza al noreste; el Seagram Building al norte; 599 Lexington Avenue al noreste; y la Iglesia Episcopal de San Bartolomé y el General Electric Building al sur.
Está construido en el sitio del Hotel Ambassador, que se inauguró en 1921, se vendió a Sheraton Hotels en 1958 y fue demolido en 1966.

## En la cultura popular
Los exteriores de 345 Park Avenue se utilizaron como sede de CSC y Continental Corp. en la serie Sports Night de Aaron Sorkin de 1998 a 2000.